# Synoicum solidum
Synoicum solidum är en sjöpungsart som beskrevs av Vladimir V. Redikorzev 1937. Synoicum solidum ingår i släktet Synoicum och familjen klumpsjöpungar. Inga underarter finns listade i Catalogue of Life.